# Pierre Bürcher
Pour les articles homonymes, voir Bürcher.
Pierre Bürcher (ou Peter Bürcher), né le 20 décembre 1945 à Fiesch en Suisse, est un prélat de l'Église catholique, évêque émérite du diocèse de Reykjavik. Il a été aussi évêque auxiliaire du diocèse de Lausanne, Genève et Fribourg et administrateur apostolique du diocèse de Coire.

## Biographie
Pierre Bürcher est né juste après la Seconde Guerre mondiale dans la partie alémanique du canton du Valais. Il vit dans le Haut-Valais jusqu'à l'âge de sept ans puis part vivre avec ses parents dans le canton de Vaud. Il est scolarisé à Nyon puis poursuit ses études à Genève et Einsiedeln. Il entreprend des études en théologie à l'université de Fribourg qu'il achève avec succès en 1971 avec la licence en théologie.
Il est ordonné prêtre le 27 mars 1971. Il sert alors dans le diocèse de Lausanne, Genève et Fribourg ; successivement dans des paroisses de Fribourg, de Lausanne et de Vevey. Puis il est recteur du séminaire diocésain de Lausanne, Genève et Fribourg de 1989 à 1994.

### Épiscopat

#### Suisse
Il est nommé évêque auxiliaire du même diocèse le 29 janvier 1994 et sa consécration épiscopale a lieu le 12 mars de la même année par Pierre Mamie. Il est alors vicaire géneral en priorité pour le canton de Vaud et évêque titulaire de Maximiana-en-Byzacène (de). Néanmoins des tensions apparaissent et Bernard Genoud le démet de ses fonctions de vicaire en 2004. Il reste évêque auxiliaire et vicaire général.
La nature des dissensions vient du fait que dans le canton de Vaud, l'administration ecclésiale est régie par la Fédération ecclésiastique catholique romaine du canton de Vaud (FEDEC-VD). Celle-ci, créée par l'État de Vaud, reçoit les ressources financières versées par l'État et traite tout l'aspect des ressources humaines. Elle engage contractuellement tous les employés ecclésiaux, y compris les prêtres. L'évêque, quant à lui, n'exerce qu'une autorité pastorale. Il prend les décisions sur la ligne et l'orientation pastorale que doivent suivre les paroisses dans le diocèse. Pour Pierre Bürcher, c'était son rôle pour le vicariat vaudois. Or ce dernier a souhaité à plusieurs reprises engager des agents pastoraux pour le soutenir dans sa tâche. Or, la FEDEC-VD lui a refusé ces engagements pour des raisons budgétaires. Contrarié et se sentant restreint dans la possibilité d'accomplir ses tâches, Pierre Bürcher a fait part de son mécontentement dans l'attribution de ses pouvoirs. L'accumulation de contrariétés rend la situation délétère au sein de l'Église catholique vaudoise, si bien qu'elle devient intenable.

#### Islande
Pour apaiser ces tensions au sein du diocèse romand, le pape Benoît XVI le nomme à la tête de l'Église catholique en Islande le 30 octobre 2007 et Pierre Bürcher devient évêque de Reykjavik. Il prend ses fonctions le 15 décembre 2007,.
Il est aussi nommé par Jean-Paul II membre de la Congrégation pour les Églises orientales. Il participe alors en octobre 2010 au grand synode pour les églises orientales,.

### Retraite
Le 9 janvier 2015, Pierre Bürcher présente sa démission au pape alors qu'il n'a pas encore atteint l'âge de 75 ans. Il invoque des raisons de santé, et notamment des problèmes respiratoires dus aux poussières des éruptions volcaniques islandaises. Il s'est entendu avec Fouad Twal pour prendre sa retraite dans le patriarcat latin de Jérusalem. Sa démission est acceptée le 18 septembre suivant.
Le 20 mai 2019, le pape François le nomme administrateur apostolique du diocèse de Coire durant la vacance du siège épiscopal consécutive à la démission de Vitus Huonder. Elle prendra fin le 19 mars 2021, avec l'ordination épiscopale de Joseph Bonnemain, nouvel évêque nommé par le pape François.

## Abus sexuels dans l'Église catholique en Suisse
En septembre 2023, il est mis en cause dans des affaires d'abus sexuels au sein de l'Église catholique suisse pour non-dénonciation d'un cas d'abus. Le procureur général de Fribourg classe sans suite ces accusations le 20 décembre 2023, étant « soit lacunaires, soit dénuées de caractère pénal »,.

## Distinctions
Pierre Bürcher est membre de l'ordre équestre du Saint-Sépulcre de Jérusalem et de l'ordre souverain de Malte.